# Anielów (Mazovie)
Pour les articles homonymes, voir Anielów.
Anielów (prononciation : [aˈɲeluf]) est un village polonais de la gmina de Sobolew dans le powiat de Garwolin de la voïvodie de Mazovie dans le centre-est de la Pologne.
Il se situe à environ 9 kilomètres au nord-est de Sobolew (siège de la gmina), 17 km au sud-est de Garwolin (siège du powiat) et à 73 km au sud-est de Varsovie (capitale de la Pologne).

## Histoire
De 1975 à 1998, le village appartenait administrativement à la voïvodie de Siedlce.